# Delia Bacon

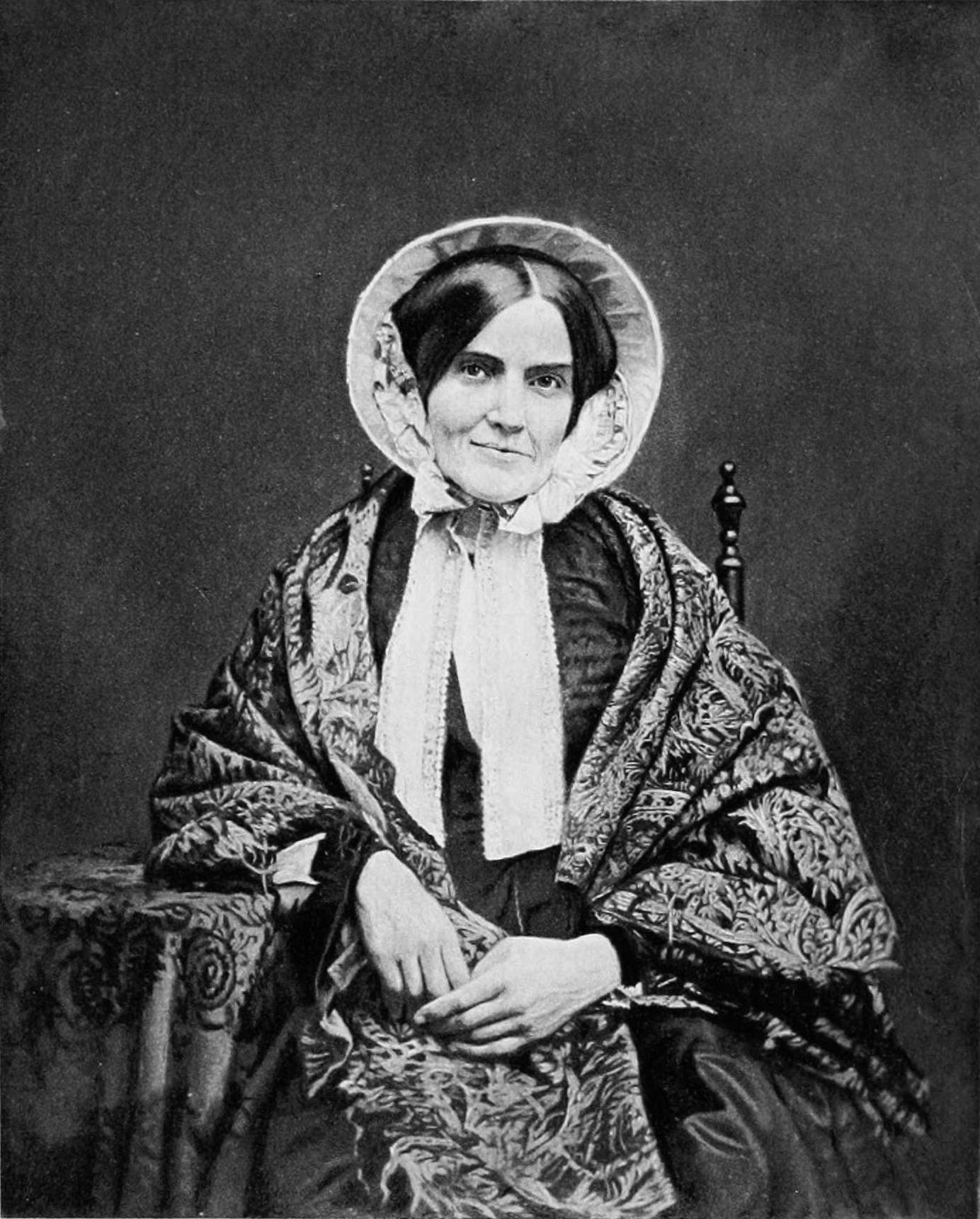
Delia Bacon.

Delia Bacon, född 2 februari 1811 och död 2 september 1859, var en amerikansk lärare och författare.
Bacon är mest känd för att ha väckt stort uppseende med sitt 1857 utgivna arbete The philosophy of the plays of Shakespeare unfolded, där hon hävdade, att Shakespeares dramer skrivits av ett kotteri framstående män – Francis Bacon, Sir Walter Raleigh och Edmund Spenser – i syfte att bereda mark för ett filosofiskt system, till vilket de inte öppet vågade ansluta sig.